# Plaza de Toros de Albacete
‎A ‎‎Plaza de Toros de Albacete‎‎ é uma praça de ‎‎touro‎‎s na cidade de ‎‎Albacete, ‎‎na ‎‎região‎‎ de Castela-Mancha (‎‎Espanha).‎‎ ‎
Popularmente conhecida como "La Chata", um membro da Academia Real, José Maria de Cossio, chamou-a de "uma das praças de touros mais excelentes da Espanha".

## História
A primeira praça de touros construída em Albacete, datando do fim do século XVIII, localizava-se no passeio do Recinto de Feiras (paseo de la Feria) e era popularmente conhecida como "Caulín" em memória do seu patrocinador principal.

### A segunda praça de touros (século XIX)
A segunda praça de touros de Albacete foi construída para acomodar o crescente interesse e a expansão da população da cidade. Foi inaugurado em 9 de setembro de 1829 por Juan Jiménez “El Morenillo” e Manuel Lucas Blanco. Os touros foram cedidos por Fernando Freire e Gil Flore. O principal toureiro da época.
O edifício era circular, medindo 34 metros de diâmetro e composto por dois pisos. Enquanto o primeiro foi planejado para espectadores em pé com poucas fileiras de assentos, o segundo foi para áreas reservadas e camarotes. Os materiais utilizados na sua construção foram pedra, terra e tijolo. Numa época em que Albacete tinha uma população de pouco mais de 17.000 habitantes, a praça de touros foi projetada para acomodar 7.400 pessoas.

### A atual praça de touros
Em 1918, as arquibancadas foram reformadas com a pedra Novelda, que atualmente ainda existe. Em 1921, eles mudaram o telhado e no final da década de 1980 expandiram a capacidade, que atualmente pode acomodar 12.000 pessoas.